# Hans Sobotta
Hans Günter Sobotta (* 19. September 1912 in Oppeln/Oberschlesien; † 31. Juli 1996 in München) war ein deutscher SS-Rottenführer und verurteilter Kriegsverbrecher.

## Leben
Hans Sobotta war Sohn eines Bäckers. Er besuchte 8 Jahre die Volksschule und erlernte anschließend das Friseurhandwerk. Nach vorübergehender Arbeitslosigkeit machte er sich im Jahre 1936 in Sandelwitz, Kreis Neustrelitz, als Friseur selbstständig.
Im Jahre 1933 trat Sobotta in die SA und wechselte zum 9. November 1934 zur SS. Kurz vor Kriegsbeginn versuchte Sobotta seinen Beruf zu wechseln. Er besuchte eine Zollendienstschule bei München, wurde jedoch nicht in den Zolldienst übernommen. Stattdessen wurde er zu Beginn des Zweiten Weltkriegs zur Hilfspolizei nach Tschenstochau eingezogen und in der Folge in Radom, Biała Podlaska, Lublin und Zamość als Wachmann und zu Aufgaben im Rahmen des Sonderdienstes eingesetzt.
Im Januar 1942 wurde er zum SSPF nach Lemberg versetzt. Vom November 1941 bis Juli/August 1942 wurde er Kommandant des Nebenlagers Zazmiemne-Krosienko (ZAL Kurowice). Anschließend bis November 1942 war er in ZAL Zborów, ZAL Drohobycz, ZAL Lackie-Wielkie, zuletzt in ZAL Janowska. Im Jahre 1943 wurde er in einem SS-Panzergrenadierbataillon eingesetzt. Nach einer Granatsplitterverwundung kam er noch im Januar 1945 zu einer SS-Panzergrenadierausbildungseinheit. Beim Zusammenbruch befand er sich in Bayern.
Sobotta lernte seine zweite Ehefrau kennen, mit der er im Jahre 1949, nachdem er seine erste Ehefrau hatte für tot erklären lassen, die Ehe schloss. Er wurde vom Schöffengericht München wegen Bigamie bestraft. Anschließend lebte er in München, dort betrieb er mit seiner zweiten Ehefrau ein Friseurgeschäft. Vom März 1963 bis Juni 1966 und vom Oktober 1966 bis April 1968 war er in Untersuchungshaft. Am 29. April 1968 wurde er vom Landgericht Stuttgart zu zweieinhalb Jahren Haft verurteilt, die aufgrund der Untersuchungshaft als verbüßt galten. Im Jahre 1971 wurde er vom Landgericht München I wegen Erschlagung und Einzelerschießungen von Juden bei Drohobycz zu einer lebenslänglichen Freiheitsstrafe verurteilt. Am 9. Dezember 1986 erfolgte die Begnadigung und Aussetzung der lebenslangen Freiheitsstrafe durch den bayerischen Ministerpräsidenten Franz Josef Strauß.